# 하야시 요시오
하야시 요시오(일본어: 林 美雄 1943년 8월 25일 ~ 2002년 7월 13일)는 전 TBS 아나운서이다.

## 일생

### 약력
도쿄도립제3상업고등학교에 재학 중이었던 1961년에 NHK배 전국고교방송콘테스트에서 아나운스 부문에서 1위를 했다. 고등학교 졸업 후, 부동산 회사에 취직을 하였다. (아나운서로서는 드문 고졸 취직이다).
하지만 아나운서가 되기 위해 2년 만에 퇴사하여 와세다 대학에 입학하고, 졸업 후 1967년 TBS에 입사했다. 동기로는 아오키 야스오, 카와토 케이코, 쿠메 히로시 등이 있다. 심야방송붐이 일었던 1970년대에는 쿠메 히로시, 코지마 카즈요시, 하야시 요시오 3명이「TBS 젊은 3마리 까마귀(TBS若手三羽ガラス)」로 꼽히기도 하였다.

### 심야방송
1970년 5월에 심야방송『Puck In Music』목요일 제2부 사회를 담당하였다. 원래는 같은 해 4월부터 쿠메 히로시가 이 시간대를 담당하고 있었지만, 쿠메가 몸이 안 좋아져 하차하게 되는 바람에 급하게 하야시가 기용되었다.
이 방송에서는 영화, 연극, 음악을 중심으로 TV나 라디오에서는 잘 소개되지 주제를 중점으로 하여 수많은 인재를 발굴했다. 그중에서도 간판 코너 「유아·히트 하지 않는 퍼레이드」(분카방송의 장수 프로그램「유아·히트 퍼레이드」의 패러디)에서는, 야마자키 하코, 사이토 테츠오, RC 석세션 등의 뮤지션을 소개했다. 또 아라이 유미를「이 사람은 천재입니다!」라고 절찬하였고, 당시 유행하던 포크송과는 다른 일본의 팝, 뉴 뮤직 등을 소개하는 코너로 주목 받았다.
이외에 침체 상태였던 일본 영화, 소극단, 이벤트 등을 Puck In Music에 소개하였다. 하야시의 방송을 듣고 공연을 보러 향하는 청취자들도 많아져서 첫날 객석이 텅텅 비었다가도 마지막 날에는 만원으로 매진되는 사태가 종종 일어나기도 했다고 한다. 또, 아직 데뷔하기 전인 타모리를 출연시키거나, 오스기와 피코의 코너를 마련하는 등 영화, 가수, 문화인 등을 다양하게 다루었다. 또한 이노우에 요스이와 이시카와 세리가 같이 출연해 그 후 두 사람은 결혼했다.
이 외에 뉴스 프로그램 패러디 「고생 많은 지방 뉴스」[苦労多かるローカルニュース]에서는 뉴스에 그치지 않고, 패러디 CM과 같은 인기 코너가 있어서, 이 프로그램의 애칭은 「시모오치아이의 녹색돼지(下落合のミドリブタ)」가 되었다. '시모오치아이'는 당시 하야시가 살고 있던 주소에서 유래되었다고 한다. 또 경쟁 프로그램인 「달려라! 가요곡」사회자에게 성원을 보내기도 했다.
『Puck In Music』2부는 1974년 8월에 끝났다. 최종회에 술을 마시고 울면서 방송하고, 방송이 끝난 뒤에는 방송국 현관 앞에 모인 약 50명의 청취자와 함께 아침노을을 보러 죠오치 대학의 제방까지 걸어갔다는 이야기가 있다. 하지만 마지막 방송 전부터 활동하고 있었다고 하는 파청련(パ聴連)의 서명활동 같이 복귀를 희망하는 팬들의 성원 끝에 다음해인 1975년 10월부터 화요일 심야(후에 월요일 심야)를 담당하게 되었다. 또 밤 9시대의 젊은 층을 겨냥한 와이드 프로그램 「카즈요시・요시오의 밤은 친구」도 『Puck In Music』과 병행하여 담당했다.
그러던 중, 1975년 1월에는 신주쿠의 도쿄후생연금회관홀에서 「노래하는 은막 스타・꿈의 광연」이라는 이름의 이벤트를 연출하였다. 하야시가 좋아하는 영화스타에게 무대 위에서 노래를 하게 하는 기획이었다. 영화평론가 우에쿠사 노부카즈(전 키네마 순보 편집장) 등과 함께 출연 교섭부터 연출까지 전부 직접 참여하여 와타리 테츠야, 스기와라 분타, 하라다 요시오 등이 관객을 앞에 두고 노래하는 호화로운 이벤트를 성공시켰다.

### 『Puck In Music』종료, 프로듀서로서
1980년 9월, 하야시는 『Puck In Music』최종회에서 엔딩테마인 『청춘의 차질』(이노우에 타카시지)로 인사를 했지만, 중간에 하야시의 목소리가 작아져서 몇 분간 노래만 흘렀다. 방송 종료 직전에 다시 목소리가 흘러나와「소리가（방송에）나오지는 않았습니다만, 여러가지를 말했습니다…그러니까 좀 봐주세요.」라는 말로 마무리 했다. 그 뒤, 프로듀서로서 『Puck In Music』에 참여했고, 1982년 7월, 15년동안 방송된 『Puck In Music』프로그램 전체의 최종회에서는 종합 사회를 맡았다.
『Puck In Music』종료 뒤에는 프로그램 프로듀스 경험을 살려 아나운서 업무에 만족하지 않고, 라디오 편성부 겸임이나, 후배 아나운서 육성 등 인재 발굴과 육성도 함께하고 있었다.
80년대 중반은「아카사카 라이브」의 프로듀서 겸 사회자를 맡아 폭풍 슬럼프나 와타나베 미사토 등을 등장시켰다. 후에 와타나베는 심야방송「슈퍼 갱」을 담당하게 되었는데 하야시도 이 프로그램의 프로듀서를 맡았다. 그외에도 도쿄JAP의 드러머 아카사카 야스히코를 TOKYO FM 담당자에게 소개한 것도 하야시였다.
하야시는 낮에 방송되는 프로그램「가요 와이드 낮 제일(歌謡ワイド昼一番)」을 1985년 4월까지 담당하였던 것 이외에도 1986년에는 음악에 한정하지 않고, 여러 분야에서 활약하는 사람을 소개하는 「오모시로구미(おもしろ組) '86」를 맡았다. 이외에 관동 지방 뉴스의 저녁 방송 「텔레포트 TBS6」에서는 스포츠 코너 캐스터로 출연했다. 1991년부터 2003년까지는 TBS의 오프닝, 클로징 나레이션을 담당했다.
1993년 10월부터는 다시 낮에 방송되는 프로그램에 복귀했다.「하야시 요시오 애프터눈〜올레! 친타라 가요족」사회를 1995년 가을까지 담당했던 것 외에, TV「CBS 다큐멘터리」의 나레이션도 담당했다.
이쯤 50세를 넘어서 자동차면허를 취득하여 골프를 시작했다.
1998년 초에 위암이 발견되어 위의 3/4를 절제하였다. 2001년에 위암이 재발하여 그 해 여름과 2002년 초에 수술을 받아 요양하고 있었으나 2002년 7월 13일 간부전으로 사망했다.

## 사후

### 추도문
『키네마 순보』(2002년 8월 하순호)에 우에쿠사 노부카즈(키네마 순보 전 편집장)의 하야시 요시오 추도 메시지가 실렸다.

### 추도 특별 프로그램과 작별회
2002년8월 25일, 도쿄 미나토구의 그랜드 프린스 호텔에서 작별회『서머 크리스마스～하야시 요시오 포에버』가 열렸다.
1주일 뒤 9월 1일 심야(2일 새벽)에는 같은 제목의 특별 프로그램이 방송되었다. 「밤은 친구」에서 공동 출연한 코지마 카즈요시의 진행으로, 작별회의 상황이 소개된 것 외에, 생전의 녹음테이프나 아나운서 동기들의 좌담회가 방송되었다.

## 출연 방송

### 라디오
- 아카사카 라이브
- Puck in music
- 카즈요시・요시오의 밤은 친구
- 가요 와이드 낮 제일
- 파노라마 와이드 요~이돈
- 뛰어나와! 홀리데이
- 하야시 요시오의 선데이 스포츠 통째로 먹기
- 하야시 요시오의 애프터눈〜올레! 친타라 가요족
- 잘나가는 하야시의 오후는 가득한 마인드 (だんとつ林の午後はどーんとマインド)
- 일본열도 안심 통신 (초대 사회자)
- The Hit Parade〜그 노래를 다시 한 번
- 코단샤 라디오북스 (마지막 라디오 나레이션)

### 텔레비전
- 텔레포트TBS6 (스포츠 코너 담당)
- 허슬 긴자
- 일요일 히트 스크린 (해설)
- CBS 다큐멘터리
- TBS TV 오프닝・클로징 아나운스

## 영화
- 태양을 훔친 남자（1979년／도에이）：TV 뉴스 아나운서 역

## 에피소드
- 유일한 저서에「아아! 녹색 돼지 시모오치아이 본점(嗚呼! ミドリぶた 下落合本舗)」브론즈사가 있다.
- 츠츠이 야스타카의 팬이며 1994년 4월「츠츠이 야스타카 단필축제」및 츠츠이가 참가했던 1977년 4월 전랭중의 「차가운 중화 축제」의 사회를 맡았다.
- 도쿄 출신・도쿄에서 자라났지만, 오랜세월 히로시마 도요 카프의 팬으로 쿠메 히로시는「하야시를 만나면, 항상 카프 이야기만 해서 정신 차리고 보면 나도 카프의 팬이 되어 있다」고「쿠메 히로시 라디오입니다만」에서 말했다.（2009년4월 11일방송에서）
- TBS에서 방송되고 있었던 특별경륜 중계를 맡았던 인연이 있어서 인지 경륜에 정통했다.